# Džabala IV. ibn al-Harit
Džabala IV. ibn al-Harit (arabsko جبلة بن الحارث), znan tudi kot Abu Šamar (أبو شمر) in v bizantinskih virih kot Gabalas (srednjeveško grško Γαβαλᾶς, latinizirano: Gabalas), je bil od okoli leta 518 do 528 vladar Gasanidov, * ni znano, † 528. 
Džabala je bil sprva sovražnik Bizantinskega cesarstva in je vdrl v bizantinsko Palestino, vendar je bil poražen in leta 502 postal bizantinski vazal. Njegov vazalni odnos se je končal leta okoli leta 520 in se ponovno začel leta 527. Tokrat je trajal do njegove smrti leto kasneje. 

## Biografija
Džabala IV. je bil sin al-Harita IV. ibn Hidžra, v grških virih Aretasa, in vnuk šejka Talaba. V zgodovinskih virih se je prvič pojavil leta 498 v času vladavine bizantinskega cesarja Anastazija I. (vl. 491–518), ko je po Teofanu Spovedniku Dieceza Oriens (Vzhod) trpela zaradi obsežnih arabskih napadov. Vodja ene od arabskih napadalskih skupin je bil Džabala, ki je vdrl v Palestino Salutaris, preden ga je premagal in pregnal lokalni bizantinski dux Roman. Roman je nato nadaljeval z izgonom Gasanidov z otoka Iotabe (sodobni Tiran), ki je nadziral trgovino z Rdečim morjem in so ga Arabci zasedli leta 473. Po vrsti težkih spopadov je otok vrnil pod bizantinsko oblast.
Leta 502 je cesar Anastazij I. sklenil sporazum o zavezništvu s Kindaiti in Gasanidi, s čimer jih je spremenil v cesarske zaveznike (foederati).  Z izbruhom vojne Bizanca proti sasanidski Perziji so se Gasanidi borili na bizantinski strani, čeprav se jim izrecno pripisuje le ena operacija, to je napad na lahmidsko prestolnico al-Hiro julija 513.
Gasanidi so bili naseljeni globoko znotraj bizantinskega limesa. Sirski vir julija 519 potrjuje, da so imeli svoj "razkošni" sedež v al-Džabiji (Gabita) v Gaulanitisu (Golansko višavje), kjer je Džabala kot kralj Gasanidov nasledil svojega očeta. Z vzponom prokalcedonskega Justina I. (vl. 518–527) na cesarski prestol leta 518 in kasnejšo ponovno uveljavitvijo kalcedonskega pravoslavja po vsem cesarstvu so se odločno monofizitski Gasanidi leta 420 umaknili iz zavezništva in se umaknil v severni Hedžas.
Zavezništvo med Bizancem in Gasanidi je bilo obnovljeno šele v zadnjem letu Justinovega vladanja. Čeprav Gasanidi niso izrecno omenjeni v pisnih virih, zgodovinar Irfan Shahîd istoveti Džabalo z arabskim filarhom al-Ašfarjem (arabsko الأصفر) z grškim imenom  Tafaras (grško Ταφαρᾶς). Al-Ašfar je bila arabska različica častnega rimskega naziva gentilicij "Flavij", ki ga je cesar morda podelil Džabali po njegovi vrnitvi v bizantinski tabor. Shahîdova identifikacija ni povsem zanesljiva.
Leta 528 so Gasanidi sodelovali v spopadu s Perzijo in njenimi lahmidskimi arabskimi zavezniki, najprej v kaznovalni ekspediciji proti lahmidskemu vladarju al-Mundirju in nato v bitki pri Tanurisu pod Belizarjevim poveljstvom. Džabala/Tafaras jer je v bitki padel s konja in se ubil.

## Družina
Zdi se, da je bila Džabalova žena Marija, po arabskem izročilu kindaitska princesa. Z njo je imel vsaj tri sinove: slavnega al-Harita V. ibn Džabala, bizantinskega Areta, ki ga je nasledil, Abu Hariba, filarha Palestine Salutaris, in Šamirja, o katerem ni nič znanega.